# 桃花庄人塔俱乐部
桃花庄－人塔俱乐部是位於杭州市德清县的一個俱樂部。主要活動是演出加泰罗尼亚式人塔。它是亚洲第一大規模的人塔俱樂部。
桃花庄－人塔俱乐部與加泰罗尼亚的建立了十分密切的關係，兩個團體的成員多次訪問過對方國家。俱樂部於2010年和2015年兩次訪問加泰隆尼亞人塔教育學院，兩個團體於2012年共同前往塔拉戈纳參加第24屆塔拉戈纳人塔競賽。

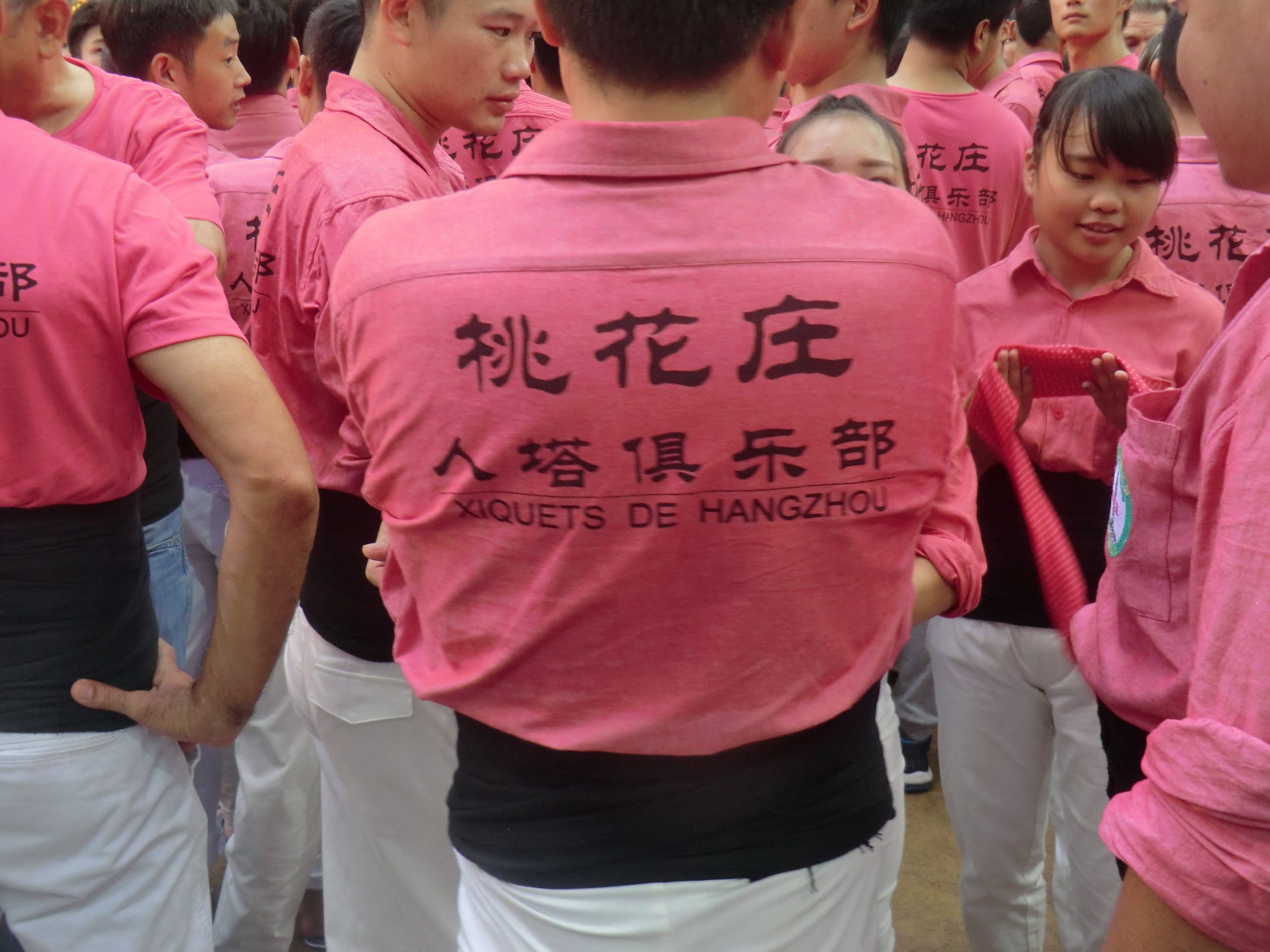
桃花庄 - 人塔俱乐部的隊服